# Karl Johan Mortensen
Karl Johan Mortensen (ur. 23 marca 1927 w Hampen, zm. 14 maja 1997) – duński polityk i samorządowiec, deputowany Folketingetu i poseł do Parlamentu Europejskiego.

## Życiorys
Syn Thomasa Mortensena. W 1943 ukończył szkołę realną, a w 1946 kurs asystenta sprzedaży w szkole handlowej w Silkeborgu. Działał w związkach zawodowych, uczęszczał na organizowane przez nie kursy zawodowe. Od 1950 pracował w rzeźni jako pracownik biurowy i specjalista ds. płac. Zaangażował się w działalność polityczną w ramach młodzieżówki DSU i następnie partii Socialdemokraterne, pełnił funkcję sekretarza frakcji parlamentarnej ugrupowania. Zasiadał w radach jednostek administracyjnych Hornstrup i Hover Sogn, a od 1974 w radzie miejskiej Vejle. W latach 1969–1978 poseł do Folketingetu. Od grudnia 1973 do rezygnacji w styczniu 1974 oddelegowany do Parlamentu Europejskiego, należał do frakcji socjalistycznej. W latach 1978–1993 pozostawał burmistrzem Vejle. Od 1978 do 1986 kierował też krajowym stowarzyszeniem bibliotecznym.